# ميخاو إغنرسكي
ميخاو إغنرسكي (بالبولندية: Michał Ignerski) مواليد 13 أغسطس 1980 في لوبلين، هو لاعب كرة سلة بولندي. بدأ مسيرته الاحترافية في سنة 1997. يبلغ طوله 6 قدم 10 بوصة (2.1 م).

## المسيرة الاحترافية
لعب مع فوتسوافك في موسم 2005–2006، ثم لعب مع إشبيلية في الدوري الإسباني من سنة 2006 إلى 2009، ثم لعب مع سان سباستيان غيبوثكوا بي سي في موسم 2009–2010، ثم لعب مع بشكتاش لكرة السلة في الدوري التركي في موسم 2010–2011، ثم لعب مع نيجني نوفغورود في الدوري الروسي في موسم 2011–2012، ثم لعب مع لوكوموتيف كوبان في سنة 2012، ثم لعب مع دينامو باسكت ساساري في الدوري الإيطالي في موسم 2012–2013.

## روابط خارجية
- ميخاو إغنرسكي على موقع الاتحاد الدولي لكرة السلة (الإنجليزية)
- ميخاو إغنرسكي على موقع الدوري الإسباني لكرة السلة (الإسبانية)
- ميخاو إغنرسكي على موقع كرة السلة الأوروبية.كوم (الإنجليزية)
- ميخاو إغنرسكي على موقع كلية كرة السلة في سبورتس رفرنس.كوم (الإنجليزية)
- ميخاو إغنرسكي على موقع ريلجم (الإنجليزية)
- ميخاو إغنرسكي على موقع بروبوليرز (الإنجليزية)
- ميخاو إغنرسكي على موقع سبورتس رفرنس (الإنجليزية)